# Detector de víctimes d'allaus

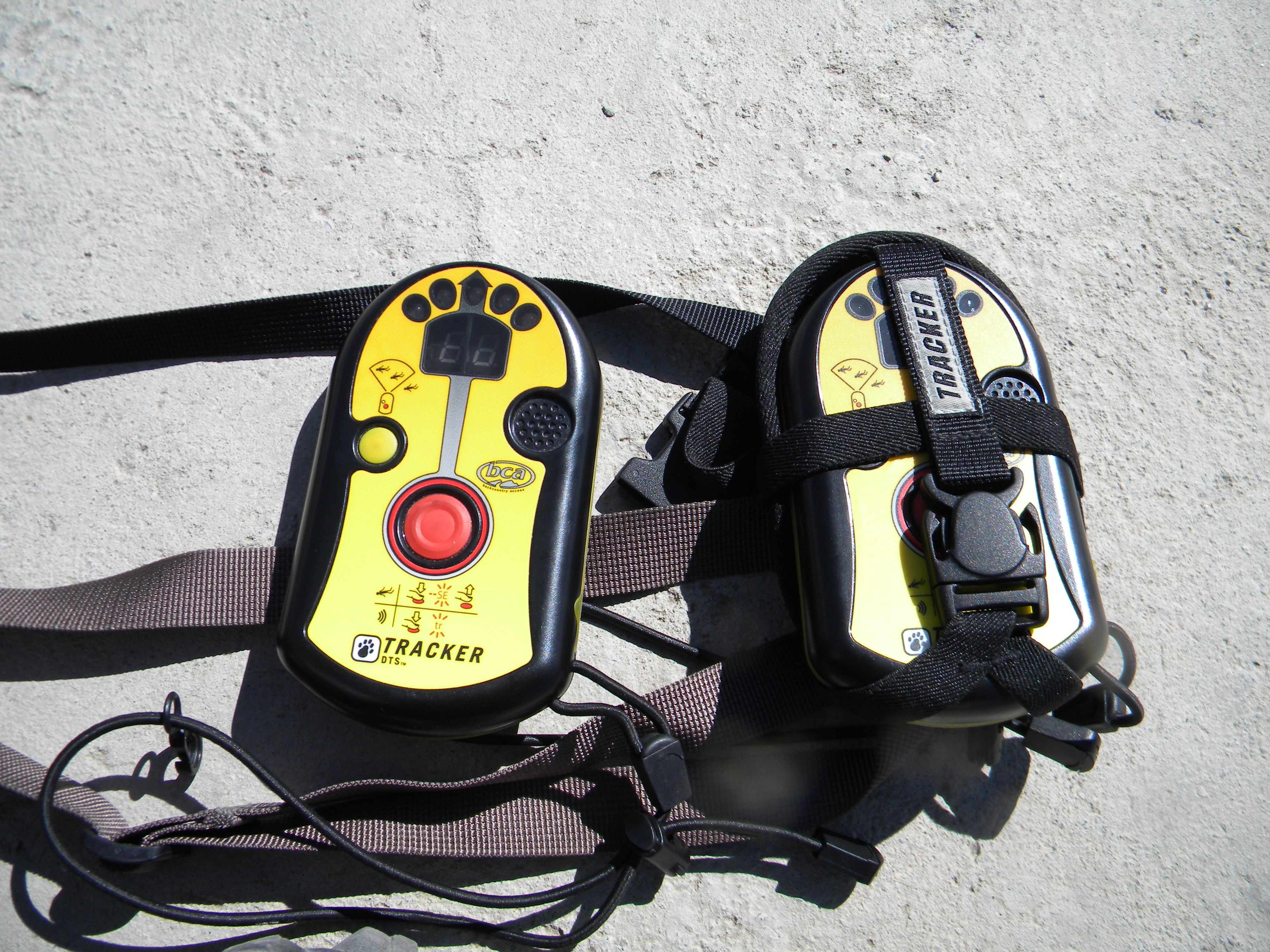
Detector de víctimes d'allaus (DVA)

El detector de víctimes d'allaus (DVA), és un aparell electrònic emissor i receptor d'ones electromagnètiques que permet localitzar amb rapidesa una persona colgada per una allau. El detector de víctimes d’allau (DVA) està dotat d’un commutador que, segons la seva posició, permet emetre o rebre senyals electromagnètics. Aquests aparells són d’una gran importància per a tots els practicants del muntanyisme i els esports d’hivern, ja que permeten, en cas que algú hagi estat víctima, la possibilitat de ser rescatat en el mínim temps possible.
La cerca amb aparells DVA pot ser exitosa sempre que altres persones, equipades també amb aparells DVA, siguin a prop i hagin presenciat i seguit la trajectòria de l'allau i el desplaçament sofert per la víctima. És imprescindible i cal disposar d'una pala per a retirar la neu. El detector DVA és considerat un aparell indispensable per a la pràctica esportiva de muntanyencs i esquiadors.

## Funcionament
Aquest dispositiu opera mitjançant l'emissió i recepció de ones electromagnètiques. El DVA comença amb la seva fase d'emissió, on un circuit electrònic dins de l'aparell genera un camp electromagnètic. Aquesta radiació electromagnètica és transmesa a l'exterior a través de diverses antenes disponibles al dispositiu. La intensitat del camp electromagnètic disminueix ràpidament a mesura que ens allunyem de l'aparell emissor.
En la fase de recepció, el DVA es converteix en un receptor activant un senzill interruptor. El senyal captat per l'aparell receptor és amplificat i convertit en ones sonores que es tornen més intenses a mesura que el DVA s'apropa a l'aparell emissor. Aquesta intensificació de les ones sonores ajuda als equips de cerca a localitzar possibles víctimes sota l'allau.
Per comprendre millor el mecanisme de propagació d'aquestes ones electromagnètiques, especialment en el cas de cerques directives, cal tenir en compte que les ones segueixen trajectòries el·líptiques. El DVA receptor està dissenyat per detectar aquestes ones electromagnètiques i, quan l'aparell es troba paral·lel a la direcció de les ones, la intensitat del senyal és màxima. En canvi, quan el DVA es troba en una posició perpendicular a les ones, la intensitat del senyal és mínima.

## Freqüència estàndard internacional
El 1986, ICAR va adoptar la freqüència de 457 kHz. El 1996 ASTM va adoptar l'estàndard de 457 kHz.
Els següents són els estàndards internacionals acceptats actualment per als transceptors d’allaus que funcionen a la freqüència de 457 kHz.
457 kHz, tolerància de freqüència ± 80 Hz, 200 hores transmetent a + 10C (si es suposa que el DVA és dins de la roba de protecció), 1 hora de recepció a -10C (a l'exterior la roba de protecció), temperatura operativa de -20C a + 45C, resposta del teclat del portador període de pols 1000 ± 300 ms.

## Història
Amb el nom ARVA, acrònim d'Aparell de Recerca de Víctimes d'Allaus (ARVA) (traducció directa del francès: appareil de recherche de victimes d'avalanches), és com es va conèixer popularment l'aparell quan es va comercialitzar.
El 1940, l'enginyer suís F. Bächler va tenir la idea d'equipar transmissors electromecànics de tropes militars exposats als perills de les allaus. El 1968, J. Lawton (basat en la idea de Bächier) va desenvolupar, als Estats Units, el primer sistema sobre la freqüència de 2275 kHz (sistema Skadi), provat a l'hivern del 1970 a Aspen (EEUU). El 1968, i en nom de l'exèrcit suís, l'empresa suïssa Autophon AG va desenvolupar el seu primer aparell. De les proves, realitzades durant dos anys, sorgeixen el model VS68, que emet a 457 kHz, i el model DVA75. Una nova versió va aparèixer el 1988, el Barryvox VS68-2, una versió revisada del primer VS68. En total es van vendre més de 100.000 aparells fins al 1994. Alhora, a Àustria es va llançar el Pieps 1, que funcionava a 2.275 kHz. Com que els dos dispositius eren incompatibles, els fabricants construeixen dispositius que funcionen en ambdues freqüències. El 1985, la marca ARVA va comercialitzar l’ARVA 4000.
Fins al 1998 la tecnologia era analògica i la recerca tecnològica es basava en la intensitat del senyal. A partir de 1998, la tecnologia digital va permetre d'obtenir les indicacions de la distància i la direcció. El 2003 va aparèixer el primer aparell amb tres antenes (una de transmissora i tres receptores).